# حماس في لبنان

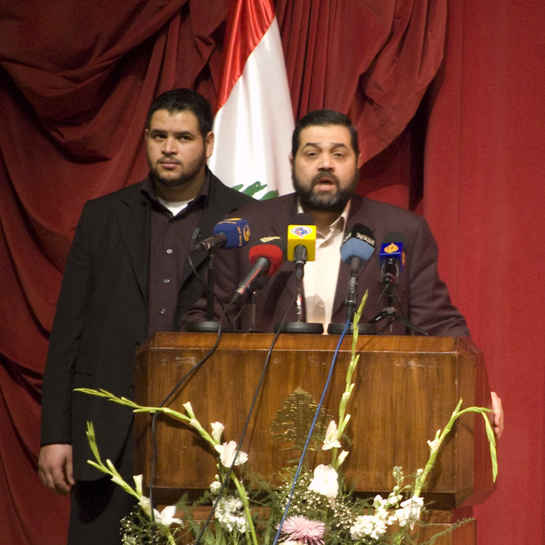
أسامة حمدان الممثل الأعلى لحركة حماس في لبنان

لحركة حماس وجود دائم وراسخ في لبنان. وقد برز هذا الوجود بعد الإعلان عن تشكيل حركة طلائع طوفان الأقصى في بيروت عام 2023.
وبحسب رئيس التيار الوطني الحر جبران باسيل، فإن إنشاء حركة حماس في لبنان أثار المخاوف بشأن سيادة لبنان واستقراره.

## تاريخ
تطورت العلاقة بين حماس وحزب الله على مر السنين وفقا لصحيفة لوريان لو جور. وبسبب السعي المتبادل لتقويض منظمة التحرير الفلسطينية بعد تعاونها مع إسرائيل، كانت الحركتين متحالفتين بشكل وثيق في فترات معينة.[بحاجة لمصدر]
وتدهورت العلاقة بينهما بعد تحالف حماس السياسي مع تركيا، حيث كانت إيران الداعمة لحزب الله على خلاف معها. وساءت العلاقة بينهما في عام 2011، خلال الانتفاضة السورية عندما دعمت حماس المتمردين ضد الحكومة. وكان حزب الله يقاتل إلى جانب الحكومة السورية ضد المتمردين السوريين، ومن بينهم عناصر حماس الموجودين في سوريا.
بدأت العلاقة بين حماس وحزب الله في التحسن في السنوات الأخيرة بعد تحسن الروابط بين إيران وتركيا. كان لحماس نشطاء على مر السنين في لبنان، وأدى التحسن في العلاقة بين حماس وحزب الله وإيران إلى زيادة وجود حماس وقوتها في لبنان، ولم يتم الإبلاغ عنه كدعم سياسي فحسب، بل كدعم عسكري.
وأوضح جيروين غونينغ، أستاذ دراسات الشرق الأوسط في كلية الملك بلندن أنه تاريخياً، خلال الانتداب البريطاني على فلسطين بين عامي 1920 و1948، كان مجتمع جنوب لبنان والمجتمع الشمالي متشابكين. وفي أعقاب حرب 1948، اضطر الفلسطينيون إلى لبنان لإقامة عدة مخيمات للاجئين في لبنان. وفي عام 1969، منحت الدولة اللبنانية المخيمات الاستقلال لإدارة أمنها.
تاريخياً، اقتصرت مشاركة حزب الله في السياسة اللبنانية على الأنشطة البرلمانية. ومع ذلك، فإن انسحاب إسرائيل من لبنان 2000 ورحيل سوريا عام 2005 أدى إلى تغيير المشهد السياسي والعسكري على الجبهتين الإقليمية والمحلية. رداً على ذلك، عزز حزب الله مشاركته في السياسة اللبنانية، وانضم رسمياً إلى حكومة فؤاد السنيورة الأولى في عام 2005. في حين تم الترحيب بالانسحاب الإسرائيلي في عام 2000 باعتباره انتصارًا حاسمًا للمقاومة في لبنان، فقد ظهر تحدي كبير فيما يتعلق بنزع سلاح حزب الله، مما دفع الحركة إلى معارضته بشدة وحتى اللجوء إلى القوة في مايو 2008، مما دفع الأمة إلى حافة الصراع الداخلي.
وفي السنوات الأخيرة، أصدرت أطراف عربية ودولية مختلفة العديد من القرارات والاتفاقيات لمعالجة استقرار وأمن المنطقة اللبنانية المضطربة.
وفي عام 2004، صدر قرار مجلس الأمن التابع للأمم المتحدة رقم 1559، الذي أمر بنزع سلاح جميع المسلحين. وكان ذلك للسماح للدولة اللبنانية بتأكيد سيادتها.
ووفقاً للمتحدثة باسم وزارة الخارجية الأمريكية وعدة مصادر أخرى، فقد انتهك حزب الله قرار الأمم المتحدة في مناسبات مختلفة. على مدى عدة سنوات، ورد أن حزب الله يحصل على أسلحة من إيران ويبني قواعد لإنتاج أسلحة مستقلة داخل لبنان.
ويوضح موقع تايمز إسرائيل الاتفاق السابق بأن الجيش اللبناني يمتنع عن التدخل في هذه المخيمات، مما يجعلها عرضة لسيطرة الأطراف الفلسطينية، بما في ذلك حماس.
وفي عام 2017، تولى يحيى السنوار قيادة حركة حماس في غزة. حيث يتمتع بعلاقات وثيقة مع إيران وفقًا لمجلة نيو لاينز، قام بإصلاح علاقة حماس مع حزب الله ومع الرئيس السوري بشار الأسد. وقد أدت هذه العلاقة المستعادة إلى توحيد المنظمة في "وحدة ساحات القتال" غير الرسمية، مما يعني أن أي هجوم على أحد أعضاء التحالف (مثل حماس في غزة) سوف يُنظر إليه على أنه هجوم على الجميع.
في عام 2020، ورد أن زعيم حماس إسماعيل هنية زار مخيمات اللاجئين الفلسطينيين في لبنان.
وفي عام 2022 كشف السنوار عن معاهدة بين "محور المقاومة". ويشتبه محللون في وجود غرفة أمنية مشتركة في لبنان. ورغم تعاون التنظيمات، بحسب أحمد عبد الهادي، رئيس المكتب السياسي لحماس في بيروت، فإن حماس لم تبلغ حزب الله قبل هجومها في 7 أكتوبر 2023 على إسرائيل. وفي تصريح لقناة الجزيرة، صرح علي بركة أنه بعد الهجوم، طلب القائد العسكري الهجومي محمد ضيف الدعم من لبنان وإيران والعراق وسوريا واليمن. وكشف عن وجود منذ عام 2021 غرفة عمليات فلسطينية مشتركة بين مختلف الفصائل.
وقد أثار السفير الإسرائيلي السابق لدى الأمم المتحدة داني دانون، مخاوف بشأن علاقة حزب الله بحركة حماس. وحذر في رسالة كتبها في مايو 2018، من تعزيز العلاقة بين حماس وحزب الله، مشيراً إليهما بـ "المنظمتين الإرهابيتين المعترف بهما دولياً هما الوكيل الإيراني". ويشير إلى رسالة سابقة أرسلها في عام 2017، حيث أبلغ الأمم المتحدة أن حماس تتآمر مع حزب الله وراعيها طهران بهدف توسيع أنشطتها خارج حدود غزة. وبحسب دانون، فإن التعاون بين حماس وحزب الله وإيران يشكل تهديدًا دوليًا.

### إعلان حماس 2023
في 4 ديسمبر 2023، وسط الحرب بين إسرائيل وحماس، أعلنت حماس عن تأسيس المنظمة رسميًا في لبنان. وأطلق على الوحدة المتمركزة في لبنان اسم "وحدة طلائع طوفان الأقصى".
ودعا إعلان حماس "الشعب الفلسطيني" في لبنان وجميع المقاتلين إلى الانضمام إلى الجماعة والمساهمة في المقاومة ضد احتلال النظام الإسرائيلي، وتأطيرها كجزء من النضال الأوسع لتحرير القدس والمسجد الأقصى.
بحسب ما ذكره مسؤول أمريكي على قناة سكاي نيوز، فقد زود حزب الله أعضاء حماس في لبنان بالصواريخ لاستخدامها ضد إسرائيل خلال هجمات حزب الله على إسرائيل في عام 2023.

### الرد
واجه إنشاء الطلائع خلال الهجوم الذي قادته حماس على إسرائيل عام 2023 انتقادات شديدة من مختلف الشخصيات والفصائل السياسية داخل لبنان. ورأى كثيرون أن مثل هذه المنظمة، بما لها من آثار عسكرية محتملة، يمكن أن تمس بسيادة لبنان وتنتهك القرارات الدولية، وخاصة اتفاق الطائف. وأعرب منتقدون، بمن فيهم أعضاء في حزب القوات اللبنانية المسيحي وشخصيات سياسية أخرى، عن مخاوفهم من احتمال تكرار القضايا التاريخية المتعلقة بالفصائل الفلسطينية المسلحة العاملة من الأراضي اللبنانية.[بحاجة لمصدر]
وردا على الانتقادات واسعة النطاق، حاول ممثل حماس في لبنان أحمد عبد الهادي تهدئة المخاوف بالقول إن الحركة لن يكون لها طابع عسكري. إلا أن تصريحات متضاربة من مصادر أخرى في حماس أشارت إلى احتمال تورط بعض العناصر في المقاومة المسلحة.[بحاجة لمصدر]
ورفض رئيس الوزراء اللبناني نجيب ميقاتي بشدة إنشاء المنظمة الجديدة، مشددا على أنها غير قابلة للتصور، وشدد على أن الجهات المعنية أوضحت أنها لا تهدف إلى القيام بعمل عسكري.
أدى هجوم إسرائيلي بطائرة بدون طيار في حي الضاحية ببيروت في 2 يناير 2024 إلى اغتيال صالح العاروري، نائب رئيس المكتب السياسي لحماس وأحد الشخصيات الرئيسية وراء الهجوم الذي قادته حماس على إسرائيل في 7 أكتوبر 2023.